# El Pequeño Reino de Ben y Holly
El Pequeño Reino de Ben y Holly (Ben and Holly's Little Kingdom originalmente en inglés) es una serie animada transmitida en el bloque de Nickelodeon: Nick Jr. desde el 6 de abril de 2009, creada por Mark Baker y Neville Astley.

## Argumento
El pequeño reino es donde viven la princesa Holly y su mejor amigo Ben duende. Holly es una niña hada aprendiz de magia. Algunas veces sus hechizos no funcionan tan bien como desearía. Ben es un duende y aunque los duendes no hacen magia, son muy buenos para construir cosas, especialmente juguetes. Todos los que viven en este reino son muy, muy pequeños, como la mariquita Gastón, quien es el amigo especial de Ben y Holly y que más que un insecto, más bien es como un perro que ladra y brinca cuando está feliz.

## Personajes principales
- Ben Duende: Ben es un duende y uno de los personajes principales junto a Holly Cardo. Sus padres son el Sr. y la Sra. Duende. Vive en el Gran Árbol Duende con el Viejo Duende Sabio en la parte superior. Ben tiene una camisa azul, un par de pantalones cortos color azul y un sombrero triangular azul con una hoja que sobresale.
- Princesa Holly: Holly es un hada y su nombre verdadero es Holly Cardo. Es una de los personajes principales junto a Ben. A ella le gusta usar la magia a pesar del riesgo de que las cosas no salgan bien. Su mejor amigo es Ben Duende y sus padres son el rey y la reina Cardo. Lleva un vestido rosa y una pequeña corona.
- Nana Ciruela: Nana Ciruela es la ama de llaves del pequeño castillo, hechicera, maestra y la mejor amiga adulta de la Princesa Holly. Ella le enseña muchos hechizos, se pelea siempre con los duendes y casi siempre le enseña a Holly a hacer trampa con magia, además de que es querida por parte del Duende tío de Barnavit, el cual siempre le besa la mano, pero Nana se limpia con su ropa, la cual siempre es morada. Casi siempre es bravucona y siempre provoca la inundación de gelatina, jalea o helado, y en un episodio es despedida por el Rey Cardo por hacer nevar dentro del castillo, le quita su varita por no controlar sus hechizos y no se sabe el nombre completo de ella. Nana a veces no obedece lo que los Reyes le dicen.

### Personajes secundarios
- Rey Cardo: es el rey del pequeño reino y esposo de la reina Cardo. Su nombre verdadero es Rey Cardo. También es el padre de Holly y sus hermanitas Margarita y Amapola. En el episodio La ropa nueva del Rey Cardo él todavía se baña con un patito de hule, aunque dice llamarse así mismo "Rey Cardo" nunca se ha revelado su nombre, se cree que "Cardo" sea su nombre, pero en el episodio "Renacuajos", le grita a Holly: Holly Cardo por lo que se dice que si tiene nombre pero no se ha dicho, en cuanto a la Familia Real Cardo, se sabe muy poco pero si nos fijamos muy bien en la sala podemos apreciar dos cuadros en donde hay un Rey Anciano y una Reina un poco joven aún, se cree que puedan ser los padres del Rey Cardo, También hay fotografías de mujeres con corona con vestidos diferentes por lo que se dice que el Rey pueda tener hermanas, en cuanto a su edad se sabe muy poco ya que en el episodio "el cumpleaños del Rey Cardo" Nana Ciruela dice que necesitaba más velas quizá pueda ser que haya sido una broma o se tratara simplemente de la realidad, además no llama a la Reina Cardo "esposa" sino que dice "Reina Cardo, aunque si su nombre se dice junto se dice "ReyCardo" da la ilusión que el nombre daría Ricardo y ese podría ser su nombre completo, y el enigma de su nombre seria completamente descubierto y su nombre sería "Rey Ricardo Cardo".
- Reina Cardo: la reina Cardo es la madre de Holly y sus hermanas Margarita y Amapola. También es hermana de la Reina Caléndula y es la esposa del Rey Cardo. Ella es la reina del Reino y no se sabe su nombre completo.
- Señor y señora duende: son los padres de Ben Duende. El padre de Ben es marinero y la madre de Ben es ama de casa, el señor duende tubo varios barcos como: Hilda, Doris, Peggy, Abigail, Fifi, Trixibelle, Sabrina, Vicky, Señora Boo Boo y Bunty y todos el Gran y Malvado Barrie se los comió.
- Viejo duende sabio: es un duende muy sabio y tiene una edad aproximada de 250 años, el siempre dice a Nana Ciruela: ¡Nada de magia Señora Ciruela! suele decir, él es  médico en el episodio "El rey no se siente bien", sastre en "La ropa nueva del Rey Cardo", profesor en los episodios donde Ben y Holly van al colegio duende, arquitecto en "la visita de Gastón", bibliotecario en "Libros", el mago entretenedor duende llamado El Gran Hechicerardo en "La fiesta" y es el director de la fábrica duende. Casi en todos los episodios, él tiene múltiples cargos y oficios. Él no se lleva bien con las hadas. Siempre hace que Nana Ciruela se enfade o se ponga tímida con algunos de sus comentarios. Vive en el apartamento duende número 98 y además él tiene un hermano gemelo que es mayor que él y que habita en el Polo Norte. Por eso ha salido en un capítulo y el hermano del Viejo Duende Sabio afirma que es mayor 3 minutos antes que él y supuestamente el Viejo Duende Sabio viajó hasta el pequeño reino para ser el líder de los duendes y en cambio su hermano se quedó en el Polo Norte. Su nombre verdadero es Cedric.
- Reyes Caléndula: son los Reyes de otro reino al parecer ellos se visten muy locos y cada vez que llegan al pequeño castillo dicen: Es un perfecto ejemplo de la vida campestre o Siempre es un placer volver a visitar su pequeño reino o ¡Es la moda campestre! Los Reyes Caléndula son parientes de la familia Cardo. Reina Cardo los describe como "muy de moda".
- Margarita y Amapola: son las princesas y además son muy traviesas. Cuando la Reina Cardo es la única que puede acabar con la magia, son las hermanas gemelas de Holly e hijas de los Reyes Cardo y sus nombres verdaderos son Margarita y Amapola Cardo.
- Mariquita Gastón: es el mejor amigo insecto de Ben y Holly, es una mariquita de sexo masculino que ladra como un perro y cuando se nota su semblante en su rostro, Ben siempre suele montar en él. Algunas veces Nana Ciruela es su traductora y sabe hablar Hormiga e Irizar.

### Personajes recurrentes
- Violeta: es un hada que es una de las amigas de Holly y ella tiene un vestido violeta.
- Flor: es un hada que es una de las amigas de Holly, tiene un vestido rojo y un lazo de color rosa.
- El pirata Barbarroja, Duende: tío pirata de Barnabit. Afirma ser un "buen" pirata. Él es muy cortés, pero a veces más lo hace, como besar la palma de Nana Ciruela cada vez que habla con ella. Lleva un sombrero de pirata.
- El gran y malvado Barry: pez malvado que habita en el lago y se ha comido todos los barcos del Sr. Duende.
- Lucy y los Srs. Grande: es amiga de Ben y Holly y ella es quien sabe el secreto del Pequeño Reino.
- Tarquino: es amigo de Margarita y Amapola y suele decir: A Tarquino le gusta fiesta, y el Rey Cardo asegura Tarquino es un monstruo.
- Ortiga: amiga duende de Margarita y Amapola.
- Frambuesa: amiga de Margarita y Amapola.
- Sra. Bruja: una bruja que no ha lanzado un hechizo desde hace 100 años.
- Sr. Gnomo: un Gnomo que siempre sale en el peor momento el canta una canción que dice: A la medianoche las estrellas brillan.
- Viejo Duende Artico: (hermano gemelo del Viejo Duende Sabio)
- Padre Navidad o Santa Claus:
- El Alcalde:
- Abejorro:
- Betty Oruga: Luego pasa a Ser Betty Mariposa
- Libros mágicos: existen dos libros mágicos que hablan y pertenecen a Nana Ciruela, el libro de ella es rosado, y tiene acento francés, ella fue quién ordenó a Nana Ciruela hacer el "Humo extractoso" a los Reyes Caléndula. Nana había perdido su libro de cocina, pero el Viejo Duende Sabio lo tenía en la Biblioteca duende y el otro es un libro de aves del Rey Cardo.

## Episodios

### Primera temporada
1. El pícnic real
2. La mariquita Gastón
3. La varita de Holly
4. Granja Duende
5. Margarita y Amapola
6. La tetera de la Reina Cardo
7. El príncipe rana
8. El día atareado del Rey Cardo
9. Diversión y juegos
10. El Rey Cardo no se siente bien
11. El huevo perdido
12. Los juegos duendes
13. La clase de Nana Ciruela
14. La fábrica duende
15. La Sra. Bruja
16. Las bromas duendes
17. La ropa nueva del Rey Cardo
18. La escuela Duende
19. El campo de golf real
20. Mañana, mediodía y noche
21. Visita de gaston
22. Un viaje a la costa
23. La tarjeta de cumpleaños de Ben
24. Libros
25. La oruga Betty
26. Reina Holly
27. El hada de los dientes
28. El molino de viento duende
29. La banda duende
30. El hormiguero
31. Barbarroja el duende pirata
32. Los renacuajos
33. Las vacas
34. El día libre de la reina Cardo
35. Clase de naturaleza
36. El robot de juguete
37. El gran y malvado Barrie
38. El cumpleaños del Rey Cardo
39. La fábrica de varitas
40. Acampar
41. La cena
42. El pájaro carpintero
43. La mascota de Margarita y Amapola
44. El cohete duende
45. Pícnic en la Luna
46. El pícnic de Lucy
47. Día de bellotas
48. El submarino duende
49. Visitando a los calendula
50. La fiesta
51. Nieve
52. Polo Norte

### Segunda temporada
1. Gigantes en el prado
2. La escuela de magia de la Señora Higo
3. La guardería de Margarita y Amapola
4. El día sin magia
5. Espías
6. Tiempos difíciles
7. Gastón va a la escuela
8. Salvamento duende
9. El colegio de Lucy
10. El bebe dragón
11. Ciruelita
12. La ciudad perdida
13. La estrella fugaz
14. El examen de magia de Nana
15. Gaston al rescate
16. La excursión de la Sra. Cookie
17. La varita nueva de Holly
18. Superhéroes
19. La limpieza de primavera de la Señora Bruja
20. La cosecha de frutas
21. El tío Gastón
22. Fontanería
23. Ben y Holly son grandes
24. Margarita y Amapola andan sueltas
25. Las vacaciones del Sr. Duende
26. Abejas
27. Lucy se queda a dormir
28. Club de equitación de la Señorita Jolly
29. Primavera
30. El tesoro pirata
31. Gastón va a la veterinaria
32. Los abuelos Cardo
33. La mina de los enanos
34. La fiesta de duendes y hadas de Lucy
35. El planeta Bong 1ª parte
36. El planeta Bong 2ª parte
37. La reina hace dulces
38. Duelo de brujas
39. Viaje al centro de la tierra
40. El arcoíris de Barbarroja
41. Los zorros exploradores
42. Nana y el Viejo Duende Sabio se intercambian el trabajo un día entero
43. La persona muy importante
44. Bunty II
45. El día del padre
46. El cumpleaños de Gastón
47. La sirena
48. Margarita y Amapola van al Museo
49. Gallinas al oeste
50. Gastón desaparece
51. La navidad de Ben y Holly 1ª parte
52. La navidad de Ben y Holly 2ª parte

## Actores y doblaje
| Personaje                                | Doblaje                                                   | Venezuela Actores de doblaje |              |
| Ben, Duende                              |                                                           | Preston Nyman                | Lidia Abbaut |
| Princesa Holly                           | María Isabel López                                        |                              |              |
| Rey Cardo                                | Ledner Belisario                                          |                              |              |
| Reina Cardo                              | Karina Parra                                              |                              |              |
| Nana Ciruela                             | Rebeca Aponte                                             |                              |              |
| Fresa                                    | Yensi Rivero                                              |                              |              |
| Barnaby                                  | Paolo Campos                                              |                              |              |
| Narrador                                 | Carlos Vitale                                             |                              |              |
| Gaston                                   | Taig McNab                                                |                              |              |
| Rey Caléndula, Sr. Gnomo y Padre Navidad | (1.era voz, 1era temporada)                               | Jesús Hérnandez              |              |
| Viejo Duende Sabio                       | Carlos Ordeig 1 temporada, Mariano Blanco 2 temporada y 5 |                              |              |
| Señores Duendes                          | No se sabe aún/TBA                                        |                              |              |
| Amapola                                  | Karla Quintero                                            |                              |              |
| Margarita                                | Judith Noguera                                            |                              |              |
| Reina Caléndula                          | No se sabe aún                                            |                              |              |

## Geografía
Al comienzo de cada episodio se muestra un mapa y el viejo duende sabio dirá "la aventura de hoy se inicia en el (Marco del episodio)" En el centro del mapa es el prado. Los lugares son:
- Cueva de Gastón (Noroeste)
- El molino de viento de los duendes (Noreste)
- El gran árbol duende (este)
- La Granja Duende (más al este)
- El estanque de las ranas (Sudeste)
- El Real Campo de Golf (que a la larga se convierte en un campo de golf) (Suroeste)
- El Pequeño Castillo (Oeste)
- Casa de la Sra. Bruja (más al oeste)

Cada área de los árboles que rodean el Pequeño Reino se denominan como:
- El pequeño bosque (Noroeste)
- Robles duendes (Nordeste)
- El bosque de pino (Sudeste)
- Los bosques  (Suroeste)

El Pequeño Reino se ubica en Peak District National Park (parque nacional del Distrito de los Picos) en el Reino Unido.

## Enlaces
- Sitio oficial del programa (en inglés) Archivado el 27 de septiembre de 2010 en Wayback Machine.
- Sitio oficial del programa en Nick Jr (en inglés) Archivado el 19 de agosto de 2010 en Wayback Machine.
- Web no oficial en español